# Sonchus palustris
Il grespino di palude (nome scientifico Sonchus palustris L., 1753)  è una pianta angiosperma dicotiledone della famiglia delle Asteraceae.

## Etimologia
Il nome generico (Sonchus) ha probabilmente origine nel periodo classico antico, infatti era usato già ai tempi di Teofrasto e di Plinio (in realtà il vocabolo usato era lievemente diverso: sogchos). L'epiteto specifico (palustris) fa riferimento al suo habitat abituale.

Il binomio scientifico della pianta di questa voce è stato proposto da Carl von Linné (1707 – 1778) biologo e scrittore svedese, considerato il padre della moderna classificazione scientifica degli organismi viventi, nella pubblicazione "Species Plantarum" del 1753.

## Descrizione

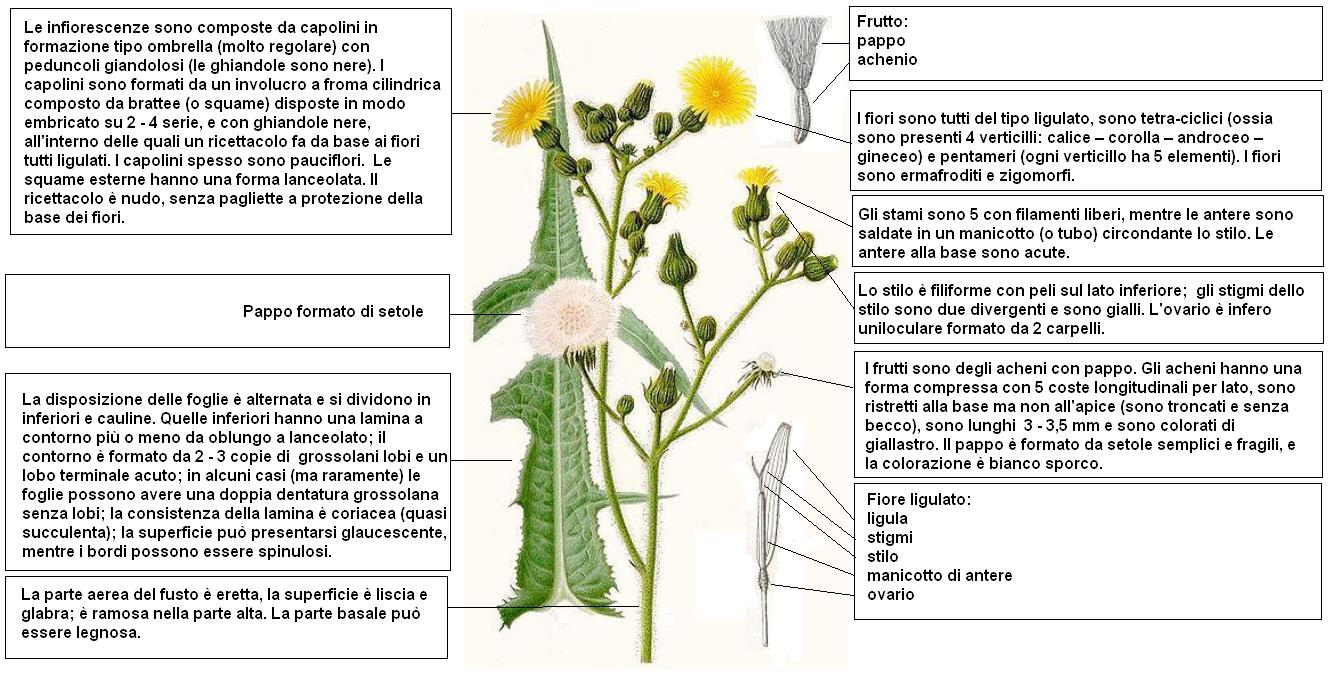
Descrizione delle parti della pianta

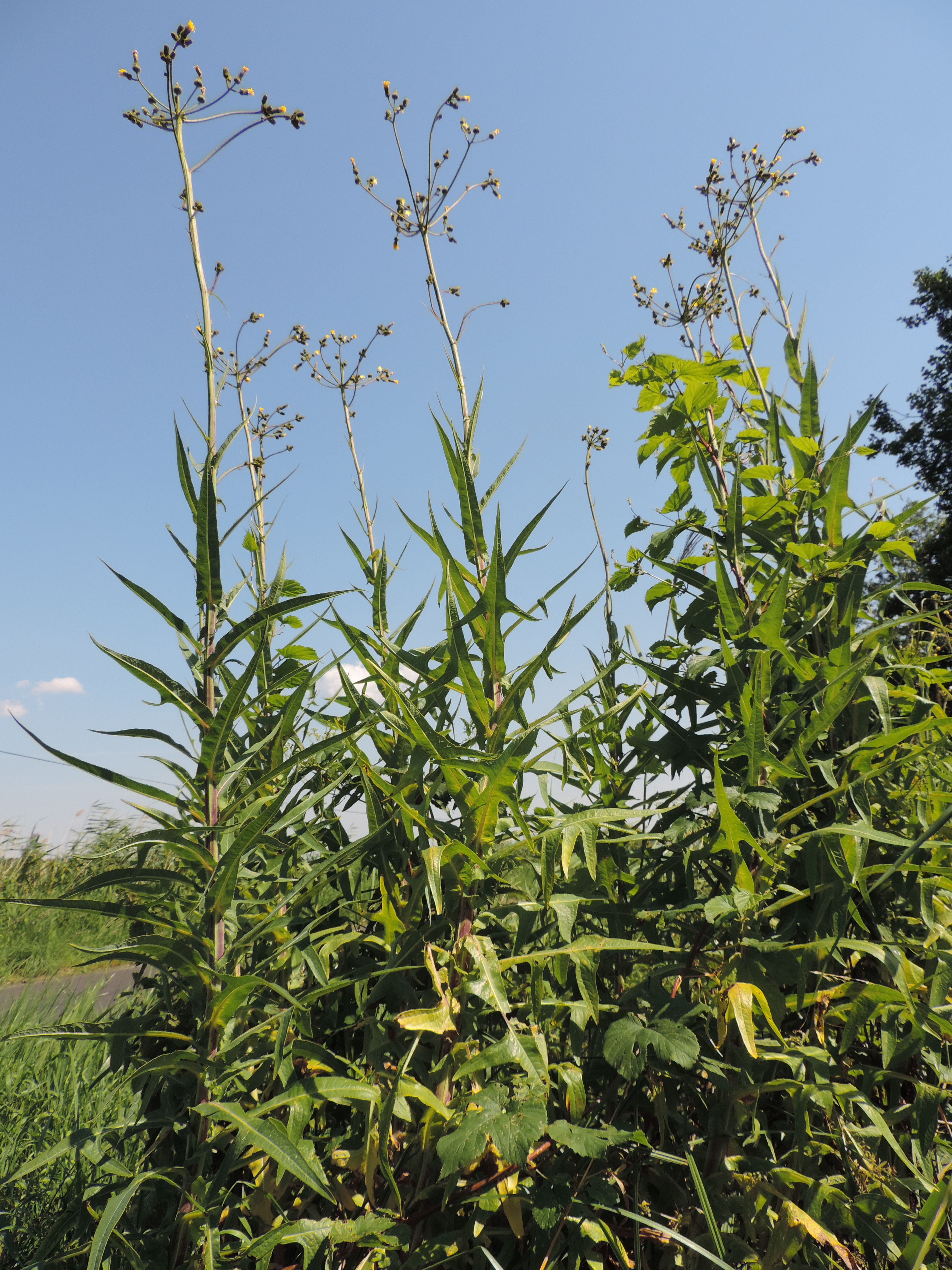
Il portamento

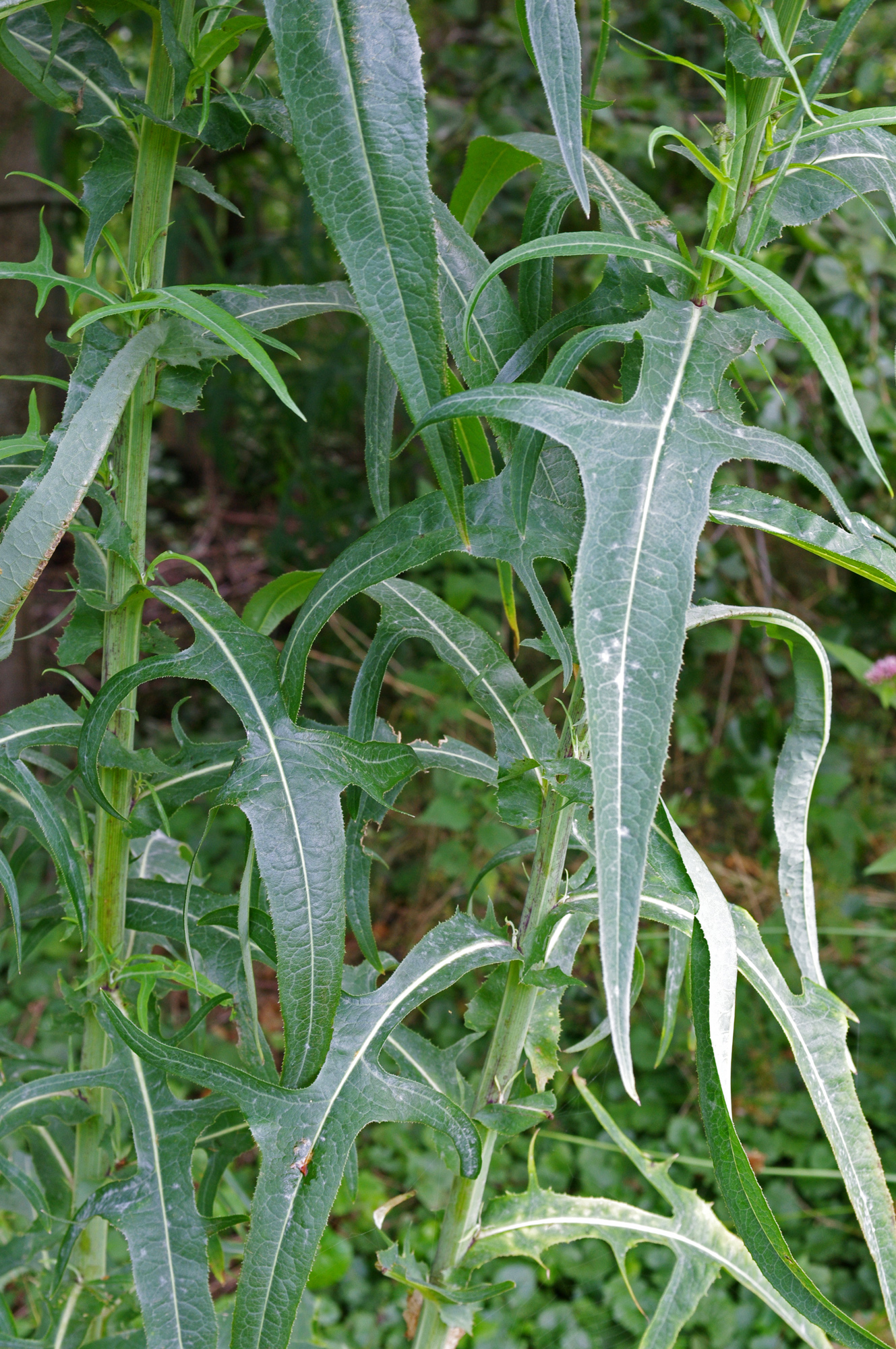
Le foglie

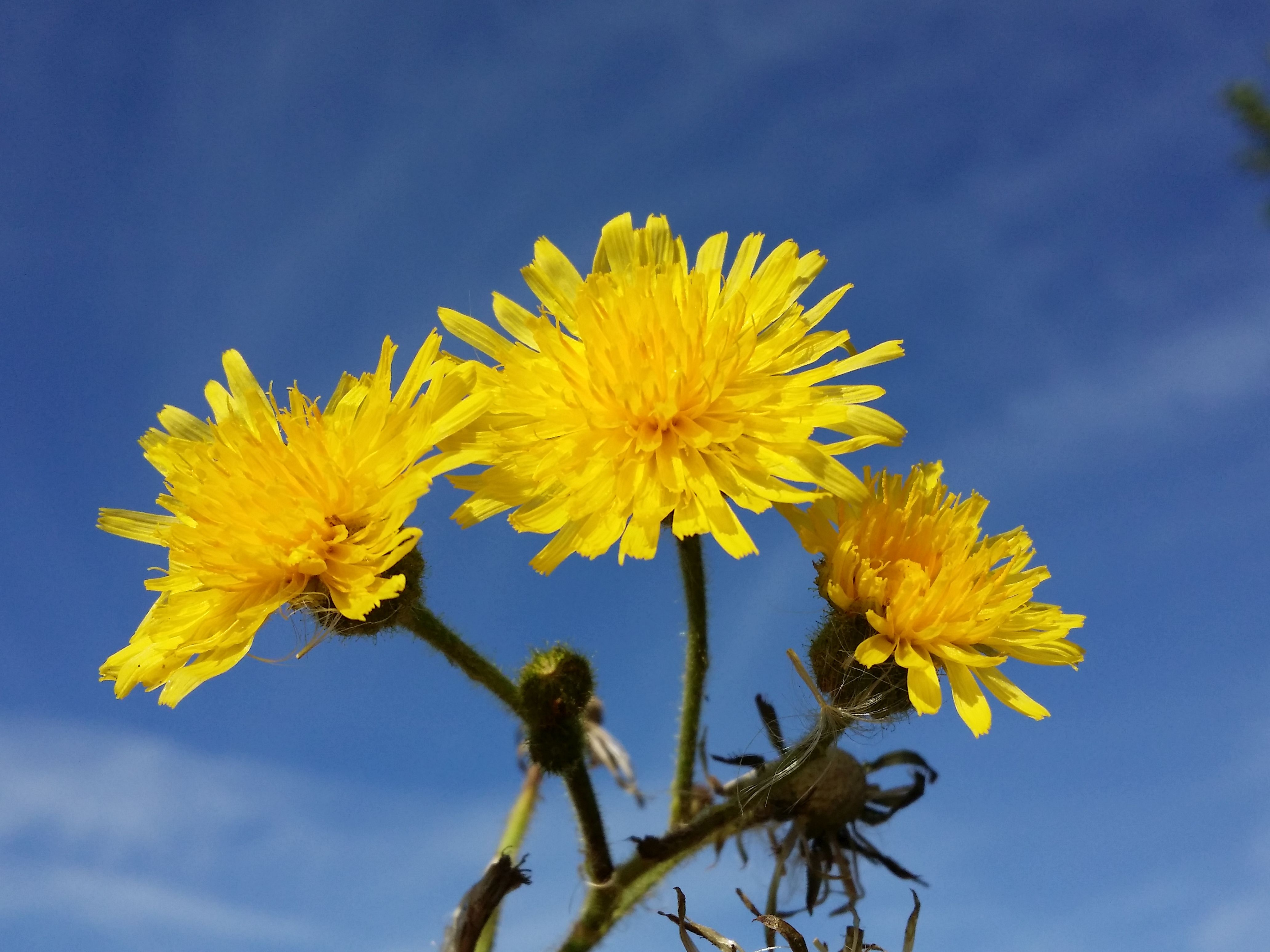
Infiorescenza

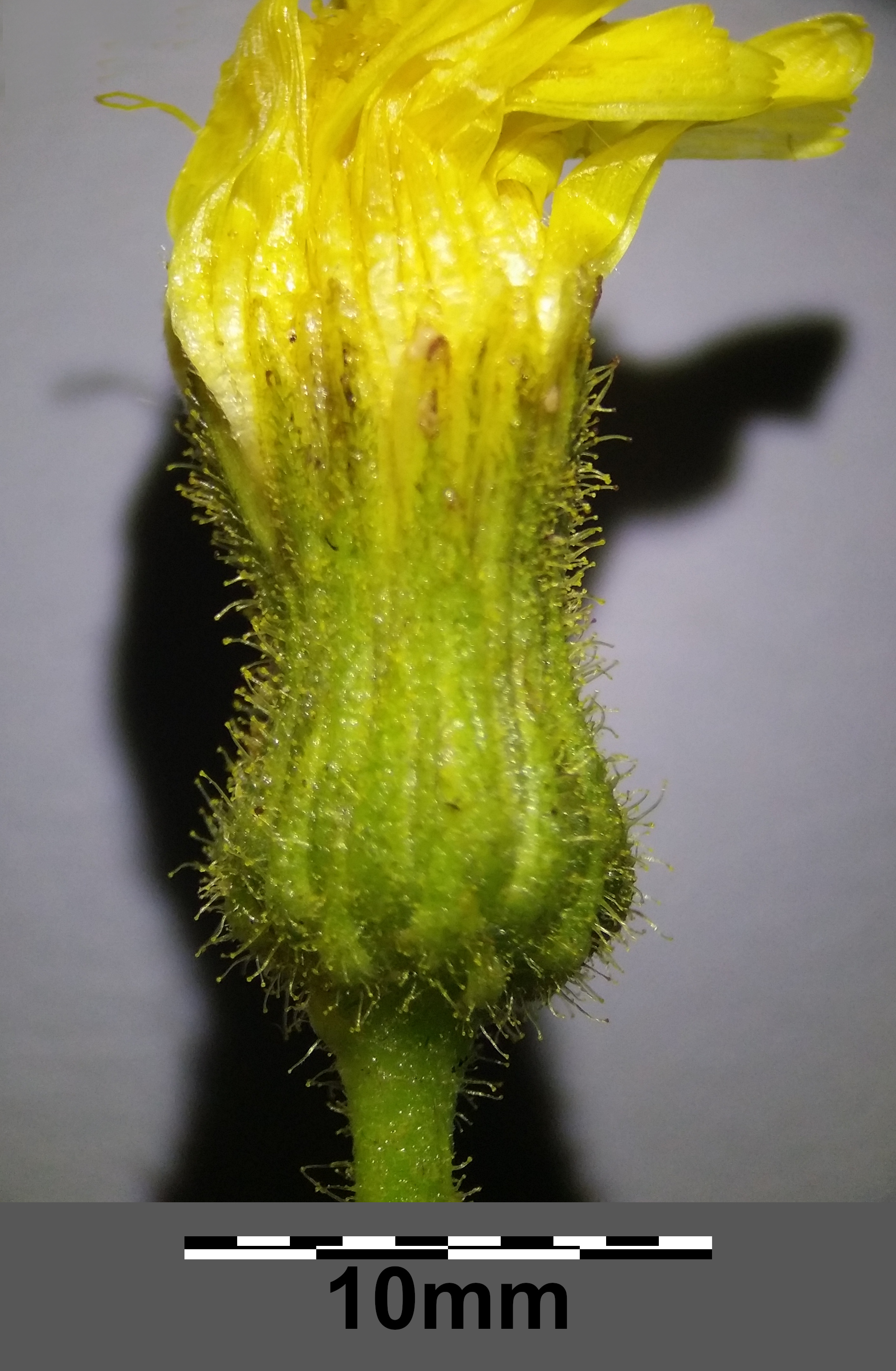
I fiori

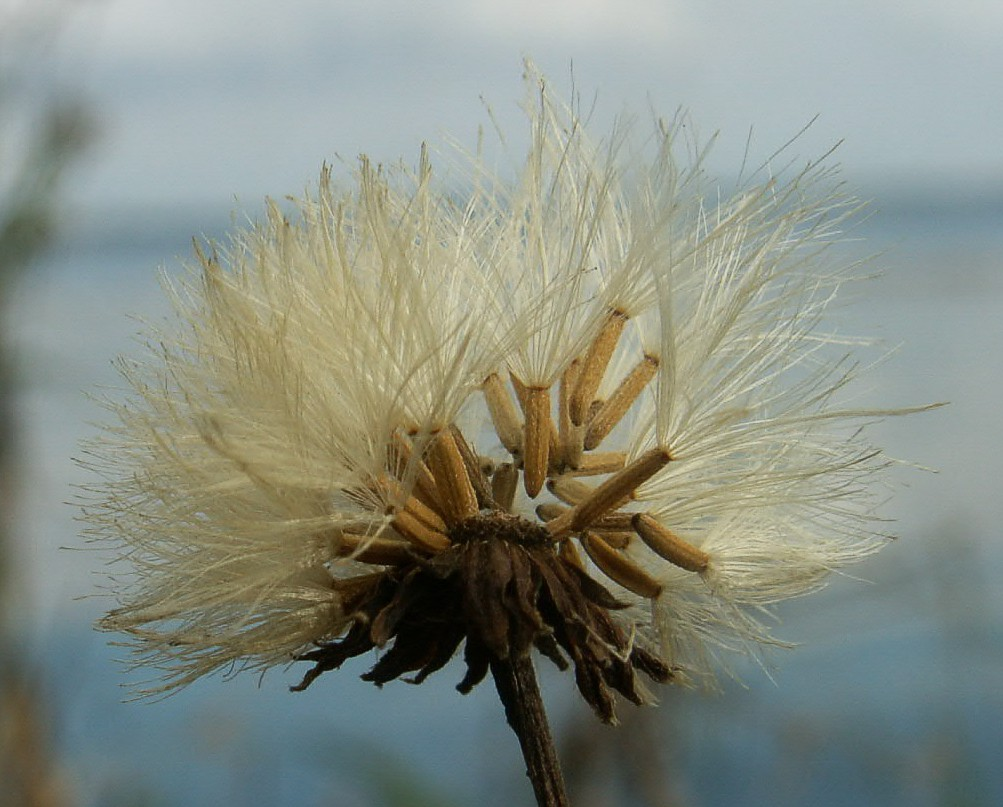
Il pappo

Habitus. La forma biologica è emicriptofita scaposa (H scap), ossia sono piante a ciclo biologico perenne, con gemme svernanti al livello del suolo e protette dalla lettiera o dalla neve, spesso sono dotate di un asse fiorale eretto e privo di foglie.
Fusto.
- Parte ipogea: la parte sotterranea è un rizoma ingrossato simile a tuberi fusiformi. Le radici sono secondarie da rizoma Dimensione dei tuberi: larghezza 3 – 5 cm; lunghezza 5 – 13 cm.
- Parte epigea:  la parte aerea del fusto è eretta, la superficie è liscia, angolosa e glabra; è ramosa nella parte alta (oltre ad essere ghiandolosa). La parte basale può essere legnosa. Queste piante sono alte da 1 a 2 m (possono arrivare fino a 4 m).

Foglie. La disposizione delle foglie è alternata e si dividono in inferiori e cauline. Quelle inferiori hanno una lamina a contorno più o meno da oblungo a lanceolato; il contorno è formato da 2 - 3 copie di grossolani lobi e un lobo terminale acuto; in alcuni casi (ma raramente) le foglie possono avere una doppia dentatura grossolana senza lobi; la consistenza della lamina è coriacea (quasi succulenta); la superficie può presentarsi glaucescente, mentre i bordi possono essere spinulosi. Dimensione delle foglie: larghezza 2 – 15 cm; lunghezza 6  – 40 cm. Larghezza della zona centrale indivisa: 1 – 2 cm. Le foglie cauline superiori sono progressivamente minori  (meno lobate e con lamina quasi lineare); possiedono inoltre delle orecchiette basali semiamplessicauli acute è più o meno patenti.
Infiorescenza. Le infiorescenze sono composte da capolini in formazione tipo ombrella (molto regolare) con peduncoli giandolosi (le ghiandole sono nere). I capolini sono formati da un involucro a forma cilindrica composto da 40 - 45 brattee (o squame) disposte in modo embricato su 2 - 4 serie, e con ghiandole nere, all'interno delle quali un ricettacolo fa da base ai fiori tutti ligulati. I capolini spesso sono pauciflori.  Le squame esterne hanno una forma lanceolata. Il ricettacolo è nudo, senza pagliette a protezione della base dei fiori. Diametro del capolino: 2 – 4 cm. Dimensione dell'involucro: larghezza 7 – 15 mm; lunghezza 12 – 25 mm.
Fiori. I fiori sono tutti del tipo ligulato (il tipo tubuloso, i fiori del disco, presente nella maggioranza delle Asteraceae, qui è assente), sono tetra-ciclici (ossia sono presenti 4 verticilli: calice – corolla – androceo – gineceo) e pentameri (ogni verticillo ha 5 elementi). I fiori sono ermafroditi e zigomorfi.
- Formula fiorale:

*/x K {\displaystyle \infty }, [C (5), A (5)], G 2 (infero), achenio
- Calice: i sepali del calice sono ridotti ad una coroncina di squame.
- Corolla: le corolle sono formate da una parte iniziale tubulosa e una ligula terminante con 5 denti; il colore è giallo limone. I tubi sono lunghi più o meno come le ligule. Lunghezza della corolla: 12 – 20 mm.
- Androceo: gli stami sono 5 con filamenti liberi, mentre le antere sono saldate in un manicotto (o tubo) circondante lo stilo.[17] Le antere alla base sono acute.  Il polline è tricolporato.[18]
- Gineceo: lo stilo è filiforme con peli sul lato inferiore;  gli stigmi dello stilo sono due divergenti e sono gialli. L'ovario è infero uniloculare formato da 2 carpelli.
- Fioritura: da luglio a settembre.

Frutti. I frutti sono degli acheni con pappo. Gli acheni hanno una forma compressa con 5 coste longitudinali per lato, sono ristretti alla base ma non all'apice (sono troncati e senza becco), sono lunghi 3,5 – 4 mm e sono colorati di giallastro. Il pappo è formato da setole semplici e fragili, e la colorazione è bianco sporco. Lunghezza del pappo 7 – 8 mm.

## Biologia
- Impollinazione: l'impollinazione avviene tramite insetti (impollinazione entomogama tramite farfalle diurne e notturne).
- Riproduzione: la fecondazione avviene fondamentalmente tramite l'impollinazione dei fiori (vedi sopra).
- Dispersione: i semi (gli acheni) cadendo a terra sono successivamente dispersi soprattutto da insetti tipo formiche (disseminazione mirmecoria). In questo tipo di piante avviene anche un altro tipo di dispersione: zoocoria. Infatti gli uncini delle brattee dell'involucro si agganciano ai peli degli animali di passaggio disperdendo così anche su lunghe distanze i semi della pianta.

## Distribuzione e habitat

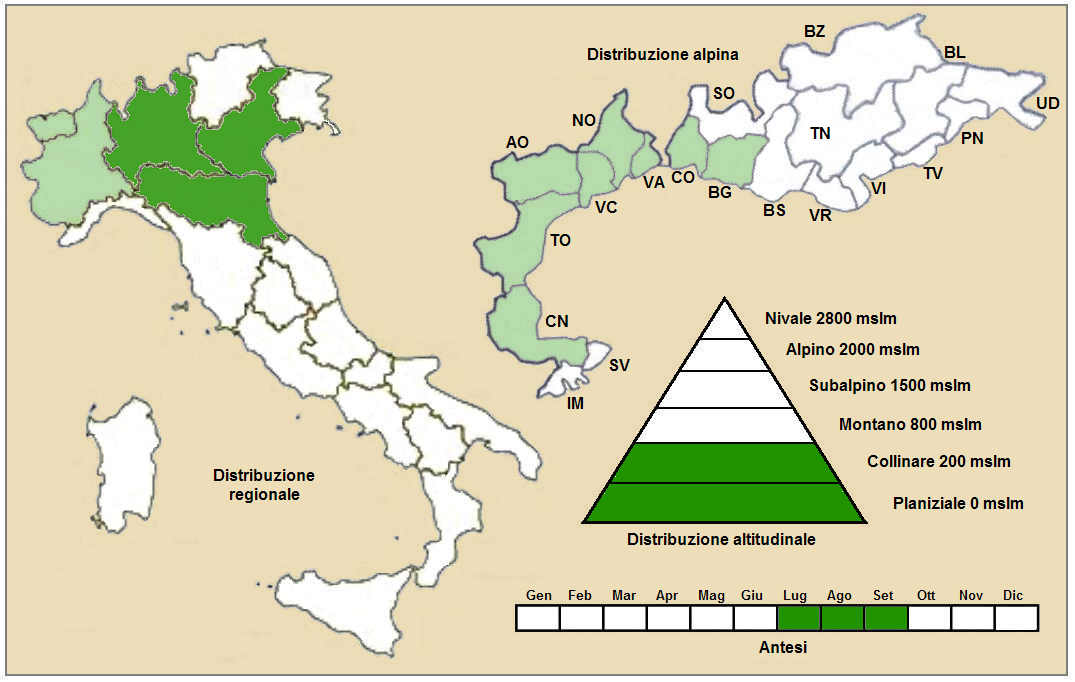
Distribuzione della pianta
(Distribuzione regionale – Distribuzione alpina)

- Geoelemento: il tipo corologico (area di origine) è Europeo - Caucasico.
- Distribuzione: in Italia è presente molto raramente nella Pianura Padana. Sull'arco alpino è presente in Francia (dipartimenti di Alpes-de-Haute-Provence e Drôme) e in Austria (Länder dell'Austria Inferiore). Sui vari rilievi europei è presente solamente nei monti Carpazi.[20] Fuori dall'Europa si trova in Asia occidentale-settentrionale.[2]
- Habitat: l'habitat tipico sono le paludi, le rive dei ruscelli,  le sponde dei fiumi e ambienti acquatici in genere; ma anche nei megaforbieti e nei popolamenti a felci e arbusteti dei luoghi torbosi. Il substrato preferito è calcareo ma anche calcareo/siliceo con pH basico, alti valori nutrizionali del terreno che deve essere bagnato.[20]
- Distribuzione altitudinale: sui rilievi queste piante si possono trovare fino a 400 m s.l.m.; frequentano quindi i seguenti piani vegetazionali: quello collinare e quello planiziale – a livello del mare.

### Fitosociologia

#### Areale alpino
Dal punto di vista fitosociologico alpino la specie appartiene alla seguente comunità vegetale:
Formazione : delle comunità delle macro- e megaforbie terrestri
Classe: Filipendulo-Convolvuletea
Ordine: Convolvuletalia
Alleanza: Convolvuletalia sepium.

#### Areale italiano
Per l'areale completo italiano Sonchus palustris appartiene alla seguente comunità vegetale:
Macrotipologia: vegetazione erbacea sinantropica, ruderale e megaforbieti
Classe: Filipendulo ulmariae-Convolvuletea sepim Géhu & Géhu-Franck, 1987
Ordine: Loto peduncolati-Filipenduletalia ulmariae Passarge, (1975) 1978
Alleanza: Thalictro flavi-Filipendulion ulmariae de Foucault in Royer et al., 2006
Descrizione. L'alleanza Thalictro flavi-Filipendulion ulmariae è relativa alle comunità dei piani e delle colline di megaforbie caratterizzate dall'assenza di specie acidofile (vegetazione neutrobasifila). I terreni devono essere saturi d'acqua per gran parte dell'anno. Questa cenosi si sviluppa ai margini di boschi di Alnionin canae, nelle radure e lungo le strade.
Specie presenti nell'associazione: Angelica sylvestris, Cirsium oleraceum, Filipendula ulmaria, Eupatorium cannabinum, Sonchus palustris, Euphorbia palustris, Althaea officinalis, Scirpus sylvaticus, Equisetum telmateja, Myosotis scorpioides, Crepis paludosa, Epilobium hirsutum, Juncus acutiflorus, Galium uliginosum, e Geum rivale.

## Tassonomia
La famiglia di appartenenza di questa voce (Asteraceae o Compositae, nomen conservandum) probabilmente originaria del Sud America, è la più numerosa del mondo vegetale, comprende oltre 23.000 specie distribuite su 1.535 generi, oppure 22.750 specie e 1.530 generi secondo altre fonti (una delle checklist più aggiornata elenca fino a 1.679 generi). La famiglia attualmente (2021) è divisa in 16 sottofamiglie.

### Filogenesi
Il genere di questa voce appartiene alla sottotribù Hyoseridinae della tribù Cichorieae (unica tribù della sottofamiglia Cichorioideae). In base ai dati filogenetici la sottofamiglia Cichorioideae è il terz'ultimo gruppo che si è separato dal nucleo delle Asteraceae (gli ultimi due sono Corymbioideae e Asteroideae). La sottotribù Hyoseridinae fa parte del "quarto" clade della tribù; in questo clade è in posizione "basale" vicina alla sottotribù Lactucinae.
Il genere Sonchus insieme ai generi Launaea, Hyoseris,  Reichardia e Aposeris formano un gruppo fortemente monofiletico (e formano la sottotribù Hyoseridinae). In questo gruppo Sonchus, da un punto di vista filogenetico, si trova nel "core" della sottotribù e risulta “fratello” del genere Launaea.
La circoscrizione di questo genere è ancora in via di definizione. Il genere come è composto attualmente si presenta molto polifiletico (ma anche parafiletico) e sono necessari ulteriori studi per ri-circoscrivere il genere. Secondo uno studio  il gruppo Sonchus s.l. si suddivide in 6 cladi. La specie di questa voce attualmente è descritta all'interno del subg. Origosonchus.
I caratteri distintivi per la specie di questa voce sono:
- il ciclo biologico è perenne (l'altezza massima è di 40 dm);
- la radice è tuberosa con un diametro di 4 - 5 cm;
- le auricole delle foglie hanno delle forme variabili da lanceolate a lanceolato-lineari;
- le brattee involucrali sono in numero di 40 - 45;
- le ligule delle corolle sono lunghe come i tubi corallini;
- gli stigmi sono colorati di giallo;
- gli acheni sono alti 3,5 - 4 mm e sono tubercolati tra le coste.

Il numero cromosomico di S. palustris è: 2n = 18 e 54.

### Specie simili
Nell'ambito del genere Sonchus le seguenti specie (che vivono sull'arco alpino) possono essere confuse fra di loro:
- Sonchus arvensis:  le piante, perenni, sono alte 5 - 15 dm; le radici non sono tuberose; i fusti sono poco ramosi con foglie cauline provviste di orecchiette cordate; le ghiandole dell'involucro e del peduncolo sono gialle; gli stigmi sono gialli; gli acheni hanno 5 coste per faccia e sono lunghi 2,5 - 3,5 mm.
- Sonchus asper: le piante sono annue; i fusti sono molto ramosi con foglie lucide e spinose; gli stigmi sono verde-olivacei; gli acheni sono lisci con tre coste per faccia.
- Sonchus oleraceus: le piante sono annue; i fusti sono molto ramosi con foglie opache e lisce; le foglie variano da intere a lobate; la base fogliare è tronca o ovata; gli stigmi sono verde-olivacei; gli acheni sono spinulosi sulle tre coste per faccia.
- Sonchus palustris: le piante sono perenni e sono alte 10 - 20 dm; i fusti sono poco ramosi con foglie cauline provviste di orecchiette acute; le ghiandole dell'involucro e del peduncolo sono nere; gli stigmi sono gialli; gli acheni hanno 5 coste per faccia e sono lunghi meno di 3,5 mm.

### Sinonimi
Questa entità ha avuto nel tempo diverse nomenclature. L'elenco seguente indica alcuni tra i sinonimi più frequenti:
- Hieracium palustre E.H.L.Krause
- Sonchidium palustre  Pomel
- Sonchoseris palustris  Fourr.
- Sonchus maritimus  Echeand. ex Loscos & J.Pardo
- Sonchus paludosus  Gueldenst. ex Ledeb.
- Sonchus sagittatus  Moench
- Sonchus sespedalis  Gilib.

## Altre notizie
Il grespino di palude in altre lingue è chiamato nei seguenti modi:
- (DE)  Sumpf-Gänsedistel
- (FR)  Laiteron des marais
- (EN)  Marsh Sowthistle